# Asteriscus
Asteriscus es un género de plantas fanerógamas perteneciente a la familia de las asteráceas. Comprende 38 especies descritas y de estas, solo 11  aceptadas.

## Taxonomía
El género fue descrito por Tourn. ex Mill. y publicado en The Gardeners Dictionary...Abridged...fourth edition 1754.

## Especies
- Asteriscus aquaticus (L.) Less.
- Asteriscus daltonii (Webb) Walp.
- Asteriscus graveolens (Forssk.) Less.
- Asteriscus hierochunticus (Michon) Wiklund
- Asteriscus imbricatus (Cav.) DC.
- Asteriscus intermedius (DC.) Pit. & Proust
- Asteriscus maritimus (L.) Less.
- Asteriscus schultzii (Bolle) Pit. & Proust
- Asteriscus sericeus (Canary Island Daisy)
- Asteriscus smithii (Webb) Walp.
- Asteriscus spinosus (L.) Sch. Bip.
- Asteriscus vogelii (Webb) Walp.[4]